# Europski dan jezika
Europski dan jezika se temelji na inicijativi Vijeća Europe od 6. prosinca 2001. godine, a obilježava se 26. rujna. Cilj akcijskog dana je vrednovanje svih jezika i kultura kao i doprinos osoba koje posjeduju prednosti višejezičnosti, povećanju individualne višejezičnosti i motivaciji ljudi u Europi o doživotnom učenju jezika. 
Pri tome je povećana pozornost na očuvanje bogate baštine 200 europskih jezika.

## Povijesna pozadina
Europski dan jezika prvi put je predstavljen 2001. godine tijekom Europske godine jezika.

## Glavni ciljevi
Glavni su ciljevi proslave Europskog dana jezika:
- upozoriti građanstvo na važnost učenja jezika i poticati učenje većega broja jezika da bi se povećala višejezičnost i razumijevanje različitih kultura;
- promicati bogatu jezičnu i kulturnu raznolikost Europe;
- poticati cjeloživotno učenje jezika u školi i izvan nje.

## Povezani članak
- Međunarodni dan materinskoga jezika